# Myrcia cardiophylla
Myrcia cardiophylla är en myrtenväxtart som beskrevs av Heinrich Wilhelm Reichardt. Myrcia cardiophylla ingår i släktet Myrcia och familjen myrtenväxter. Inga underarter finns listade i Catalogue of Life.